# Enrico Fabbro
Enrico Fabbro (Roma, 14 de juny del 1959) és un entrenador de futbol italià.
Fabbro inicià la seva carrera professional com a entrenador amb els juvenils del club Atletico Roma FC (1994 a 1999), després amb el SS Lazio (1999 a 2004, guanyant el campionat Giovanissimi Nazionali el 2001) i de nou amb l'Atletico Roma (a la temporada 2004–2005).
El 2006 s'estrenà com a entrenador principal amb el club MC Alger, líder de la Lliga algeriana, guanyant la Copa d'Algèria i després la supercopa, el novembre del 2007, però dimitint tot seguit. Després entrenà la squadra Primavera de l'Ascoli Calcio a la temporada 2008–09. Del 2010 al 2012 tornà al S.S. Lazio, i el 2012-13 es feu càrrec de l'equip del JS Kabylie, també a Algèria.
La temporada 2013-14 ha estat observador de la Selecció nacional.
Actualment, des del 2010, treballa com a comentarista de futbol al canal de televisió de pagament Dahlia TV al seu país.